# Rathbun (Iowa)
Pour les articles homonymes, voir Rathbun.
Rathbun est une ville du comté d'Appanoose, en Iowa, aux États-Unis. Elle est incorporée en 1897. Rathbun est créée en mai 1892, en tant que ville minière. Elle porte le nom de Charles H. Rathbun, un responsable minier, de la Star Coal Company.
À la fin du XIXe siècle, la vallée de Walnut Creek formait une ville minière continue, connue sous différents noms : Jerome, Diamond, Mystic, Clarkdale, Rathbun et Darby (plus tard connue sous le nom de Darbyville).

## Source de la traduction
- (en) Cet article est partiellement ou en totalité issu de l’article de Wikipédia en anglais intitulé « Rathbun, Iowa » (voir la liste des auteurs).